# Postmünster
Postmünster är en kommun och ort i Landkreis Rottal-Inn i Regierungsbezirk Niederbayern i förbundslandet Bayern i Tyskland.  Postmünster, som för första gången nämns i ett dokument från omkring år 1150, har cirka 2 500 invånare.

## Administrativ indelning
Geldern består av 153 Ortsteile, däribland Bach, Fuchsgrub, Kigl, Polting och Straß.